# اسلام و آیین هندو
از زمان ورود عرب‌ها و مسلمانان به هندوستان در سده هشتم پس از میلاد، تا کنون، رابطه اسلام و آئین هندو فراز و نشیب‌های بسیار داشته‌است؛ با وجود این بین دو دین تأثیرگذار در برهه‌هایی از تاریخ، تماس عمیق و گسترده‌ای وجود داشته‌است.
در زمان محمود غزنوی، بسیاری از پرستشگاه های هندوان ویران شد و از سوی خلیفه عباسی نیز این جنگ، جهاد با کفار نامیده شد.
در زمان گسترش اسلام در هند و فرمانروایی اکبرشاه و ابراهیم عادل شاه، رویه ملایمتری نسبت به هندوان درپیش گرفته شد. اکبرشاه، اندیشمندان و دانشمندان هندو و مسلمان را نزد خود گرد می‌آورد و همسری نیز از دختران مهاراجه برای خود اختیار کرد.
به دلیل تفاوت بارز در زبان اسطوره‌ای سنت‌های هندو با زبان انتزاعی اسلام، و هم به دلیل انتقال و گذر دیرگاه سنت‌ها، مسلمین اولیه اطلاعات چندانی از مذهب هندو در نزد مسلمانان وجود نداشته‌است. مسلمانان، پیشتر، از راه دانشنامه‌های هندی، هم با زبان پهلوی و هم با زبان سانسکریت آشنایی یافته بودند و فرهنگ هندی را شناخته بودند؛ چنان که بیرونی، کتاب تحقیق ماللهند را نوشت و یوگای پاتانجلی را به عربی ترجمه کرد. ارتباط مسلمانان با هندوان در این میان تداوم یافت و میراث آن به امیرخسرو دهلوی رسید و از و به ابوالفضل تیموری وزیر اکبرشاه رسید. دیگر نماینده این نهضت، داراشکوه بود که با مشایخ و عرفای هندو همنشین داشت؛ و در دیوان خود از اصطلاحات و تعابیر هندو بهره می‌جست. او رساله  مجمع البحرین را که در احوال مشایخ هر دو دین اسلام و هندو بود؛ نگاشت.
ترجمه آثار هندو به زبان فارسی، در طول دوره گورکانیان، ادامه یافت. داراشکوه، بهگودگیتا، اوپانیشادها، یوگاواسیشتا، رامایانا و مهابهاراتا و بسیاری آثار دیگر را به نظم فارسی کشید؛ و بعدها از روی همین ترجمه‌های فارسی بود که آثار هندو به زبان لاتین و دیگر زبان‌های اروپایی راه یافت. داراشکوه، اوپانیشادها را همان کتاب مکنون مذکور در قرآن نامیده بود.
برخی از مسلمانان دیگر از جله غوث علیشاه شارح تنتره، مبنایی در بررسی جدی آئین هندو ارائه داده‌اند که همراه با توضیحات درباره متافیزیک و اسطوره‌شناسی هندوان است.
از نظر فقهی، در میان عوام مسلمان در مورد این که وضعیت دین هندو چگونه‌است، از دیرباز گفتگو و کشمکش در جریان بده‌است. بسیاری از علمای مسلمان هند، هندوان را از اهل کتاب می‌شمردند، عموماً در خود هند، مسلمانان با هندوان به عنوان افرادی بی دین یا بت پرستانی شبیه به بت پرستان عربستان پیش از اسلام رفتار نمی‌کردند، بلکه به آنان به عنوان افرادی که صاحب دینی از خود هستند، احترام می‌نهادند.
میرزا مظهر جان جانان، وداها را وحیانی و دارای سرچشمه آسمانی می‌شمرد و دین هندو را دین آدم الأول می‌نامید. برخی از نویسندگان مسلمان، برهما و ابراهیم را یکی دانسته و برهمنی را همان دین حنیف ابراهیم می‌دانستند و عبدالکریم جیلی نیز قرآن را ودای پنجم نامیده بود. در سالهای اخیر، ابوالکلام آزاد، اوتارها را پیامبر اولوالعزم نامید و اصرار کرد که هندوان اهل کتابند. برمورتی، برهمن و ابراهیم را یکی می‌دانست؛ و دین حنیف را با دین براهمه یکی می‌دانست.